# 常滑市立鬼崎中学校
常滑市立鬼崎中学校（とこなめしりつ おにざきちゅうがっこう）は、愛知県常滑市港町三丁目にある公立中学校

## 通学区域
- 鬼崎北小学校学区

金山（元八幡）、青海町（一丁目、二丁目）、西之口（一丁目、二丁目、三丁目、四丁目の一部、五丁目、六丁目、七丁目、八丁目、九丁目、十丁目）、住吉町、蒲池、蒲池町、小林町、若松町、神明町（三丁目の一部、四丁目の一部）、北汐見坂
- 鬼崎南小学校学区

金山（西岨、宗山、大岨、深谷、鴻ノ巣）、榎戸、榎戸町、新田町、港町、神明町（一丁目、二丁目、三丁目の一部、四丁目の一部、五丁目、六丁目）、本郷町、新浜町、多屋、多屋町（一丁目、二丁目、四丁目、五丁目）、明和町、大鳥町、大和町、森西町、末広町、錦町（一丁目、二丁目）、北条（一丁目の一部）、鯉江本町（一丁目の一部、二丁目の一部）

## 通学区域内の施設
- リクシル榎戸工場 (旧名称INAX榎戸工場)　隣接
- 鬼崎漁港（鬼崎フィッシャリーナ）
- 国土地理院鬼崎験潮場 鬼崎漁港の中にある
- 名古屋鉄道常滑線榎戸駅
- 常滑市立鬼崎北小学校
- 常滑市立鬼崎南小学校

## 校歌
作詞:八木虎雄　作曲:西岡文郎

## 交通
- 名古屋鉄道常滑線榎戸駅より徒歩約6分

## その他
- 常滑市柔剣道場が同校敷地内にある

## 出身者
- 伊藤辰矢（常滑市長）